# Peter Luczak
Peter Luczak (* 31. srpna 1979 ve Varšavě, Polsko) je australský profesionální tenista polského původu, který nastoupil tenisovou kariéru na okruhu ATP World Tour v roce 2000. Na něm dosud nezvítězil na žádném turnaji, ale na challengerech vyhrál již 12 turnajů ve dvouhře. Na žebříčku ATP byl pro dvouhru nejvýše postaven na 64. místě (12. říjen 2009), pro čtyřhru pak na 99. místě (22. únor 2010).

## Finálové účasti na turnajích ATP World Tour (2)

### Čtyřhra - prohry (2)
| Legenda                                                       |
| ATP International Series Gold / ATP World Tour 500 Series (0) |
| ATP International Series / ATP World Tour 250 Series (2)      |

| Č. | Datum         | Turnaj                  | Povrch | Partner         | Vítězové                          | Výsledek          |
| 1. | 24. únor 2008 | Buenos Aires, Argentina | antuka | Werner Eschauer | Agustín Calleri Luis Horna        | 6-0, 6-7(6), 10-2 |
| 2. | 21. únor 2010 | Buenos Aires, Argentina | antuka | Simon Greul     | Sebastián Prieto Horacio Zeballos | 7-6(4), 6-3       |

## Tituly na turnajích ATP Challenger Tour

### Dvouhra (12)
| Č.  | Datum              | Turnaj     | Povrch | Soupeř ve finále     | Výsledek            |
| 1.  | 14. červenec, 2002 | Granby     | tvrdý  | Alex Bogomolov Jr.   | 6-3, 7-6(6)         |
| 2.  | 4. duben, 2004     | Canberra   | antuka | Juan Pablo Brzezicki | 6-2, 6-1            |
| 3.  | 16. květen, 2004   | Košice     | antuka | Janko Tipsarević     | 7-5, 7-5            |
| 4.  | 6. listopad, 2005  | Caloundra  | tvrdý  | Alun Jones           | 7-5, 7-6(1)         |
| 5.  | 31. březen, 2007   | Fès        | antuka | Jurij Ščukin         | 6-2, 6-7(3), 7-6(1) |
| 6.  | 12. květen, 2007   | Maspalomas | antuka | Santiago Ventura     | 6-7(6), 6-3, 7-5    |
| 7.  | 10. červen, 2007   | Fürth      | antuka | Fabio Fognini        | 4-6, 6-2, 6-2       |
| 8.  | 17. červen, 2007   | Bytom      | antuka | Simone Vagnozzi      | 6-3, 6-3            |
| 9.  | 19. říjen, 2008    | Montevideo | antuka | Nicolás Massú        | bez boje            |
| 10. | 7. červen, 2009    | Fürth      | antuka | Juan Pablo Brzezicki | 6-2, 6-0            |
| 11. | 26. červenec, 2009 | Poznaň     | antuka | Jurij Ščukin         | 3-6, 7-6(4), 7-6(6) |
| 12. | 16. srpen, 2009    | Cordenons  | antuka | Olivier Rochus       | 6-3, 3-6, 6-1       |

## Davisův pohár
Peter Luczak se zúčastnil 5 zápasů v Davisově poháru  za tým Austrálie s bilancí 2-5 ve dvouhře.

## Postavení na žebříčku ATP na konci sezóny

### Dvouhra
| Rok    | 2000 | 2001   | 2002   | 2003   | 2004   | 2005   | 2006   | 2007  | 2008   | 2009  |
| Pořadí | 473. | ▲ 287. | ▲ 179. | ▲ 151. | ▲ 144. | ▼ 148. | ▼ 170. | ▲ 82. | ▼ 158. | ▲ 77. |

### Čtyřhra
| Rok    | 2000 | 2001   | 2002   | 2003   | 2004   | 2005   | 2006   | 2007   | 2008   | 2009   |
| Pořadí | 704. | ▲ 289. | ▲ 129. | ▼ 311. | ▲ 281. | ▲ 261. | ▼ 641. | ▲ 368. | ▲ 213. | ▲ 145. |